# クンガ・ギェンツェン・パルサンポ
クンガ・ギェンツェン・パルサンポ（Kun dga' rgyal mtshan dpal bzang po、1310年 - 1358年）は、チベット仏教サキャ派の仏教僧。大元ウルスにおける11代目の帝師を務めた。
漢文史料の『仏祖歴代通載』では公哥児監蔵班蔵卜（gōnggēér jiānzàng bānzàngbǔ）と表記される。

## 概要
『漢蔵史集』によるとクンガ・ギェンツェン・パルサンポは第9代帝師クンガ・レクペー・ジュンネーの弟で、父親が49歳の時、すなわち1310年（庚戌）に生まれたという。漢文史料の『元史』には泰定年間に「帝師弟公哥亦思監」なる人物が訪れた時中書省が羊酒でこれを迎えたとの記録があり、この「公哥亦思監」がクンガ・ギェンツェン・パルサンポと同一人物とみられる。
『フゥラン・テプテル』や『漢蔵史集』等のチベット語史料によるとクンガ・ギェンツェン・パルサンポは22歳の時（1321年）、泰定帝イェスン・テムル・カアンの治世に大元ウルス朝廷に赴いて国公に任命され、ジャヤート（'Jwab ya du＝文宗トク・テムル）・リンチェンパル（Rin chen dpal＝寧宗リンチンバル）・トガンテムル（Tho gan the mur＝順帝トゴン・テムル）の治世に「三皇帝の師におなりになり、帝師の御名を贈られた｣ という。これに対応するように『元史』文宗本紀には至順2年（1331年）12月に「帝師を迎えにイェス・ブカらを派遣し」、至順3年（1332年）3月に「帝師が京師に至った」との記録があり、この文宗の治世末に迎えられた帝師こそがクンガ・ギェンツェン・パルサンポであるとみられる。
また、『仏祖歴代通載』は元統元年（1333年）に「公哥児監蔵班蔵卜（＝クンガ・ギェンツェン・パルサンポ）が帝師とされた」と記すが、これはウカアト・カアン（順帝トゴン・テムル）の即位によって改めて帝師に任命されたことを指すと見られる。
クンガ・ギェンツェン・パルサンポの没年について『漢蔵史集』には50歳の時＝1359年（亥年）、『テプゴン』には49歳の時＝1358年（戊戌）とそれぞれ記されるが、秋葉はパクサム年表に基づいて後者が正しいとする。『マルポ史』には「権力はあったが学問には昏かった」との評があり、元末の混乱した政治情勢の中で政治的手腕によって帝師の地位を得た人物とみられる。なお、この頃チベット中央部はパクモドゥパ派のチャンチュプ・ギェルツェンによって制圧されサキャ派は衰退していたが、チャンチュプ・ギェルツェンはクンガ・ギェンツェン・パルサンポと対照的にツェタンの大寺院を至正11年（1351年）に建立し学問の振興に努めていたことが知られている。